# Rejon homelski
Rejon homelski (biał. Гомельскі раён; ros. Гомельский район) – rejon w południowo-wschodniej Białorusi, w obwodzie homelskim, ze stolicą w Homlu, który nie wchodzi w jego skład. Od południa graniczy z Ukrainą. Leży na terenie dawnego powiatu homelskiego.

## Podział administracyjny
W skład rejonu wchodzi 21 następujących sielsowietów:
- Azdzielina
- Babowiczy
- Balszawik
- Ciareniczy
- Ciareszkawiczy
- Cierucha
- Czaracianka
- Czonki
- Dauhalessie
- Hrabauka
- Jaromina
- Krasnaje
- Markawiczy
- Pakalubiczy
- Prybar
- Prybytki
- Rudnia Marymonawa
- Szarpiłauka
- Ułukauje
- Uryckaje
- Ziabrauka.

Na jego terenie położone jest jedno osiedle typu robotniczego - Balszawik.